# Aldranser Straße
De Aldranser Straße (L32) is een bijna vijf kilometer lange Landesstraße (lokale weg) in het district Innsbruck Land en de Statutarstadt Innsbruck in de Oostenrijkse deelstaat Tirol. De weg splitst zich op het grondgebied van Innsbruck nabij de Inntal Autobahn (A12) af van de Mittelgebirgsstraße (L9), daar waar ook een aansluiting op de A12 te vinden is, afslag Innsbruck-Mitte. Het eerste deel van de weg is een belangrijke toegangsweg voor het Schloss Ambras, dat na een ruime kilometer ten noorden van de weg gelegen is. De straat is vernoemd naar de belangrijkste plaats langs de weg, Aldrans, alwaar de weg de Ellbögener Straße (L38) kruist. Ruim anderhalve kilometer na Aldrans sluit de weg ten noordoosten van Sistrans weer aan op de Mittelgebirgsstraße.
Vanwege het toeristische verkeer naar Schloss Ambras kent het eerste deel van de Aldranser Straße een relatief grote verkeersdruk. In 2005 werden dagelijks gemiddeld 7724 voertuigen geteld. De maximumsnelheid binnen de bebouwde kern van Aldrans bedraagt slechts 30 km/u.